# François Avril (historien)
Pour les articles homonymes, voir François Avril et Avril (homonymie).
François Avril, né le 19 août 1938, est un bibliothécaire et historien français de l'art.
Il est spécialiste des manuscrits médiévaux.

## Parcours
Élève de l'École nationale des chartes, il en sort major en 1963 (même promotion que Bruno Neveu) avec une thèse intitulée La décoration des manuscrits dans les abbayes bénédictines de Normandie aux XIe et XIIe siècles. Il est nommé archiviste-paléographe et membre de l'École française de Rome la même année.
Il fait toute sa carrière (1967-2003) au département des Manuscrits de la Bibliothèque nationale où il finit conservateur général.
Reconnu comme un des meilleurs historiens mondiaux des manuscrits médiévaux et en particulier des enluminures, il est nommé docteur honoris causa de l'université libre de Berlin. Les interventions prononcées lors d'une journée qui a lieu à cette occasion sont réunies dans un volume de Mélanges.
En 1989, le CNRS lui décerne une médaille d'argent.

## Œuvre scientifique
François Avril a publié de très nombreux articles et ouvrages, et a participé à de nombreuses expositions. Ses travaux les plus marquantes sont :
- François Avril, « Notes sur quelques manuscrits bénédictins normands du XIe et du XIIe siècle », sur www.persee.fr, 1964 (consulté le 28 mai 2023).
- François Avril, « Notes sur quelques manuscrits bénédictins normands du XIe et du XIIe siècle (suite) », Comprend une étude sur le rôle d'armes Bigot, sur www.persee.fr, 1965 (consulté le 28 mai 2023).
- L'enluminure à la cour de France au XIVe siècle, éditions du Chêne, 1978, 118 p. (ISBN 978-2-85108-165-0).
- Dix siècles d'enluminure italienne : VIe – XVIe siècle, Paris, Bibliothèque nationale de France, 1984, 195 p. (ISBN 2-7177-1690-4, présentation en ligne, lire en ligne)
- Le Livre des Tournois du Roi René de la Bibliothèque Nationale (ms.français 2695), Paris, Herscher, 1986, 85 p.
- Quand la peinture était dans les livres : les manuscrits enluminés en France : 1440-1520, Flammarion, 1993 (en collaboration avec Nicole Reynaud) - dont le catalogue a reçu le prix Minda de Gunzburg[5]
- Les manuscrits à peintures en France : 1440-1520, Flammarion et Bibliothèque nationale de France, 1993 (ISBN 2-08-012176-6) (en collaboration avec Nicole Reynaud).
- Jean Fouquet : peintre et enlumineur du XVe siècle, Paris, Bibliothèque nationale de France et Hazan, 2003, 428 p. (ISBN 2-7177-2257-2 et 2-85025-863-6).
- Les Enluminures du Louvre, Moyen Âge et Renaissance, Paris, Hazan - Louvre éditions, 2011, 383 p. (ISBN 978-2-7541-0569-9) (en collaboration avec Nicole Reynaud et Dominique Cordellier).